# 深井克美
深井 克美（ふかい かつみ、1948年3月9日 - 1978年12月16日）は北海道函館市出身の洋画家。

## 略歴
1948年3月9日、北海道函館市千代ヶ岳（現在の千代ヶ台町）に父赤崎宗一郎、母千枝子の長男として生まれる。1951年10月に妹の由利が生まれるが、翌11月に父親が結核で死亡。母は由利を養子に出し、12月に克美をつれ上京する。女手一つのうえ、克美は亡くなった父親の結核に感染しており、脊椎カリエスを患っていたため生活は困難を極める。1954年母は克美とともに旧姓深井に復す。東京での居住は、豊島区2丁目で、池袋モンパルナス・さくらが丘パルテノン界隈であった。
1959年、徳田カトリック教会にて受洗（カトリック名：ペテロ）。
1961年に長崎小学校を卒業、豊島区立千早中学校に入学するが、1962年12月、肺門リンパ腺結核、および腎臓結核などの治療のため都立清瀬小児病院に入院、同院内の清瀬町立清瀬小児病院分教室に転入学。ここでの治療で患っていたカリエスはほぼ治癒し得たが、後遺症としてわずかな脊椎変形（猫背）が残る。
退院後に千早中学に再転入するが、1964年に中野区沼袋3丁目（都営中野母子寮）に転居した後に中野区立第11中学校に転校、翌年3月に同校を卒業、東京都立杉並工業高等学校工業化学科に入学する。この中学時代、美術とクラシック音楽への関心を持ち始め。杉並工高在学中に画家の道を意識し始める。
1968年3月に杉並工高を卒業し、4月から同校同学科の実習助手として勤務。同年、第32回自由美術展に出品された西八郎の《食事のあと》（目録には《食卓》）に感銘を受け、同氏に師事する。西の徹底した細密描写の影響は後の作品にも見いだす事ができる。また、この年の夏に、函館に母千枝子とともに赴き、妹・由利と生涯ただ一度となった対面をする（生涯ただ一度の帰函でもあった）。
翌1969年から約1～1年半、絵画を学ぶため目黒の鷹美術研究所に通う。翌年1970年9月から、西の勤めに従い、武蔵野美術学園絵画教室夜間部に入学する。翌年4月受講手続きをするも自然退学。
1972年10月、第36回自由美術展に《作品1》が初入選し、佳作作家に選ばれる。1973年の第37回展には《バラード》《黄昏》の入選によって、異例の早さで会員に推挙される。以後、毎年、自由美術展に出品し続ける。1973年に、中野区沼袋から埼玉県入間市黒須に転居。
この頃から、入間市域が教区となる飯能カトリック教会のローランド・ピエル（Pierre LAURENDEAU）神父、また絵画教室を開き、行き来した所沢カトリック教会の岡宏神父（画廊駱駝館での遺作展案内状に追悼文執筆）に信を置く。
1976年頃、自宅（入間市黒須）近くの米軍ハウス（狭山市鵜ノ木）をアトリエとして借りる。1977年8月、画業に専念すべく都立杉並工業高等工業化学科を退職、その頃から、所沢カトリック教会、アトリエで絵画教室を開くなど生計の自立を企てる。1977年10月、自由美術協会展に『オリオン》《冬》を発表、1978年3月、初めての個展（銀座、シロタ画廊）を開催。
《ランナー（未完）》の制作中の1978年12月16日午後1時頃、通りかかった練馬区のマンションの八階から投身自殺を図り、同日1時13分、近くの病院で死亡した。享年30歳。自殺の直接の原因は不明。
現在、1982年4月に亡くなった母・千枝子と共に、東京カテドラル聖マリア大聖堂（文京区関口）に眠っている。

## 没後
深井没後の1979年5月には師の西八郎ら自由美術協会会員らが『深井克美遺作小品展』（吉祥寺、画廊駱駝館）を開催（最終日の6日、その会場で西は吐血、11日に死去）、第43回自由美術展で深井に「靉光賞」が授与され、さらに坂崎乙郎の企画で『深井克美遺作展』（新宿、紀伊国屋画廊）が開催された。その後、自由美術家協会・藤林叡三（武蔵野美術大学）の尽力で『深井克美遺作展』（銀座・あかね画廊）も開催されている。
また、1980年10月に、深井が参加した同人誌『われらは今』『Pre』の伊藤容人、岩本重雄らは、布張りバインダー、展覧会会場のスナップ写真や資料コピーの貼り付けという「手作り」で、最初の深井の作品目録ともなる私家版『深井克美作業目録』（限定22部）を刊行した。
一方、坂崎乙郎は《オリオン》《風》《青春1》《青春2》を、群馬県吾妻郡在住のコレクター・植木正心に紹介、1981年にコレクションされ、同氏は、1982年9月に深井作品を中心に展示する植木美術館を開館する。吾妻郡在住の画家・水野暁は、美術大学在学時に植木美術館を訪れ、《オリオン》等に触れている。植木はその後、数少ない遺作の一点《海》もコレクションに加えるが、2001年4月、「館主老齢」を理由に同館を休館（＝閉館）。同年末、植木美術館の深井克美作品は、一括、秋山コレクション（個人蔵）に引き受けられた。栃木県立美術館への《6・5・7》の作品収蔵も、坂崎の紹介によるものであった。その坂崎も1985年に死去している。
その他の遺作は、母・千恵子の没後の1982年、一旦は散逸しかかったが、藤林叡三の尽力により、妹・片柳由利の手元に一括相続され、同年10月、由利から41点が北海道立近代美術館に寄贈された。なお、その内の《タキオン》《無題》は深井の生地での展観のために、1986年、北海道立函館美術館に管理替えされている。
作品を寄贈された北海道立近代美術館は、翌1983年4月に『未完のランナー 深井克美展』を開催、代表作《オリオン》、絶筆《ランナー（未完）》など、所在判明の遺作すべて（油彩55点、素描・版画24点の総計79点）が展観された。その後は、1992年に北海道立函館美術館において道近美コレクションによる『深井克美－幻想の世界』展、1993年に北海道立旭川美術館で道近美コレクションに遺族所蔵作品を加えた『深井克美展 夭折の画家・その魂の軌跡』、1998年に練馬区美術館で、植木美術館コレクションや新発見の個人蔵作品も含めた『神田日勝・深井克美展』が開催されている。2013年の、北海道立近代美術館での「これくしょん・ぎゃらりい バラード－深井克美と人間像の画家たち」展は、その後の収集作品も含めた同館所蔵全51点による展示であった。
また、日本のロックバンド、bloodthirsty butchersの2010年3月に発売された11thアルバム『NO ALBUM 無題』のジャケットに深井克美の〈ランナー（未完）〉が使用された。
2014年7月、札幌の歌人・山田航と雪舟えまの二人が、＜目標は深井克美の画集が出ること！＞と、東京で「座談会：画家・深井克美を知っていますか？夭折した「愛」の画家の世界」を開催する（下北沢・本屋B&B）。
2016年10月に「秋山コレクション展ー深井克美・サビエを中心にー」（前橋市・阿久津画廊）が開催され、ほぼ15年ぶりに《オリオン》など植木美術館旧蔵の深井の5作品が公開された。
2019年2月5日―3月21日、北海道立近代美術館が『生誕70年・没後40年 深井克美展 未完のランナー、再び』を開催。深井の生涯を追った写真や地図などのパネル類、所蔵した美術書籍（母・千枝子の没後、1983年当時、武蔵野美術学園に寄贈のため束ねられたものを撮影したスナップ写真をもとに、本展のため古書で再収集された）、書簡やメモ、深井没後にその仕事を評価付けるべくなされた遺作展関係資料などの関係資料が多数出品された。

## 代表作品
- 〈作品1）1972年（北海道立近代美術館蔵）
- 〈バラード）1973年（北海道立近代美術館蔵）
- 〈黄昏）1973年（北海道立近代美術館蔵）
- 〈彼岸へ）1973年（北海道立近代美術館蔵）
- 〈サイキ）1974年（個人蔵）[3]
- 〈タキオン）1974年（北海道立函館美術館蔵）
- 〈無題）1975年（北海道立函館美術館蔵）
- 〈旅への誘い）1975年（北海道立近代美術館蔵）
- 〈マキ）1975年頃（北海道立近代美術館蔵）
- 〈2時37分）1976年（北海道立近代美術館蔵）
- 〈オリオン）1977年（旧蔵・植木美術館蔵ー群馬県→現在・秋山コレクション）
- 〈ランナー（未完））1978年（北海道立近代美術館蔵）

## 関連書籍
- 『深井克美 作品集』（坂崎乙郎、井上長三郎、西八郎他執筆、深井克美遺作展実行委員会、1979年）
- 『深井克美作業目録』（伊藤容人編、「付「亡き友 深井克美へ」：岩本重雄、伊藤文人、永田高義、伊藤千寿子、水谷芳雄、増田輝一、伊藤容人執筆、」、私家版限定22部、1980年）
- 『未完のランナー 深井克美展』（坂崎乙郎、藤林叡三、正木基執筆、深井克美執筆文献再録、北海道立近代美術館、1983年）
- 「[オリオン通信]」（中森敏夫、菱川善夫、柴橋伴夫、佐藤真史、『美術ノート』第7号（1985年9月、美術ノート出版局）の雑誌内雑誌）
- 『北海道近代美術館編　ミュージアム新書［14］ 深井克美 - 未完のランナー -』（柴勤著、北海道新聞社、1994年） ISBN 4-89363-213-2
- 『深井克美展－夭折の画家・その魂の記録』（佐藤由美加執筆、深井克美執筆文献再録（折り込み）、北海道立旭川美術館、1993年）
- 「美を巡る旅　深井克美「オリオン」群馬吾妻群・植木美術館蔵」（植木正心（談）『プレジデント』、1994年2月、プレジデント社）
- 『ねりまの美術‘98 神田日勝 深井克美展』（正木基、土方明司（深井についてのエッセイはこの二つ）、1998年、練馬区美術館）
- 「深井克美＊夭折・走り去った情熱」（坂崎乙郎、『このすばらしき「天才」たち』（小松左京・團伊玖磨はじめ22名、1981年、PHP研究所）所収
- 「深井克美ー魂の近親性という呪縛」（『菱川善男著作集3 火の言葉』（沖積舎、2006年）所収、[オリオン通信]掲載文と同じ）
- 「内在の眼」（柴橋伴夫『北のコンチェルト 美の群像』（響文社、2007年）所収、[オリオン通信]掲載文と同じ）
- 『オリオン 深井克美☆全画業』（正木基編、北海道立近代美術館編集協力、現代企画室、2019年2月）